# TV Nova
TV Nova je česká komerční televizní stanice sídlící v Praze-Barrandově. Vysílání zahájila 4. února 1994 jako první česká celoplošná soukromá televizní společnost. Jejím zakladatelem a prvním generálním ředitelem byl Vladimír Železný. Jejím provozovatelem je mediální společnost TV Nova, která patří Central European Media Enterprises (CME), kterou od roku 2020 vlastní firma PPF sídlící v Amsterdamu. Je jednou z nejsledovanějších českých televizních stanic a vysílá nejsledovanější českou zpravodajskou relaci večerní Televizní noviny. Generálním ředitelem je od roku 2023 Daniel Grunt.

## Historie

### Založení a konflikty
Američan Mark Palmer a Peter Hunčík spolu s dalšími kolegy v polovině roku 1992 založili společnost s ručením omezeným CET 21 (Central European Television for 21st Century) s plánem zřídit komerční televize v 6 evropských zemích. Při finální žádosti o licenci v Česku se k nim přidal i Vladimír Železný. Palmer byl prezidentem německé společnosti Central European Development Corporation (CEDC), která měla spojitost i s vlastním CME Ronaldem Lauderem. Později CEDC a CET 21 společně s Českou spořitelnou založili Českou nezávislou televizní společnost (ČNTS), kde CEDC vlastnila 66 % vlastnických práv, Česká spořitelna 22 % a CET 21 12 %. ČNTS tedy začala provozovat novou televizi Nova přes licenci, kterou vlastnila CET 21.

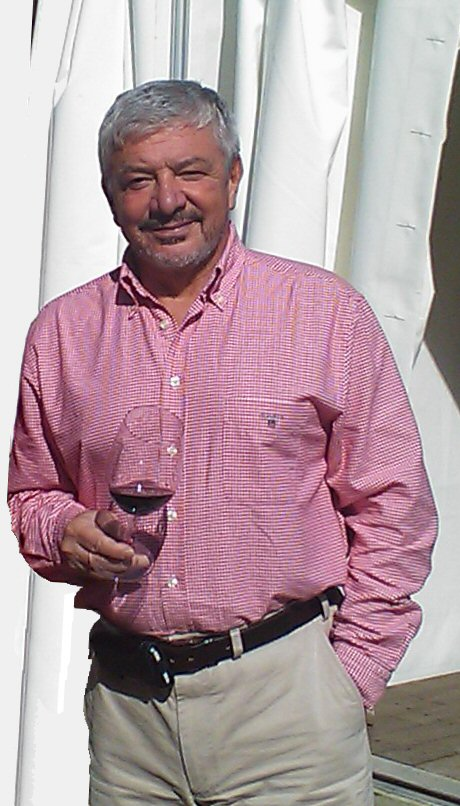
Vladimír Železný na Prague Wine Festival 2010

Česká nezávislá televizní společnost byla velmi prosperující společnost, což bylo pro společnost CME lákavé, a tak se pokoušela získat licenci pro sebe. CME získala svou sesterskou společnost CEDC, ve které již figurovala, a k tomu ještě v roce 1996 odkoupila podíl České spořitelny za 36 milionů dolarů, čímž získala v ČNTS podíl 88 %. Ve stejném roce půjčila Vladimíru Železnému dostatečně velkou částku peněz, aby mohl vyplatit zbylé vlastníky CET 21 a stát se jediným vlastníkem. Železný tak učinil a CME mu dluh odpustila. 12 % podíl společnosti CET 21 se ještě rozdělil na podíl jednoho procenta pro CET 21, 5,2 % pro firmu Železného (Nova Consulting) a 5,2 % podíl zbylých 5 společníků CET 21, který si vzápětí odkoupila CME. Později si odkoupila i podíl firmy Nova Consulting. Vladimír Železný díky těmto krokům získal dominantní postavení v CET 21, stal se výhradním držitelem licence a také multimilionářem.
Následně se Vladimír Železný rozhodl, že bude Novu řídit sám, bez amerických společníků. Ti se ale rozhodli své východoevropské podnikání prodat a Železnému nabídli 4 miliardy korun po dobu následujících 12 let, které by dostával za vykonanou práci pro budoucího vlastníka. Železný ale nabídku odmítl. Když došlo k prodeji, muselo se hospodaření firem zkontrolovat, zde se však zjistilo, že generální ředitel ČNTS Vladimír Železný neplnil své závazky v souladu se smlouvou a CME vyčíslilo škodu na 69 milionů korun, což vyústilo v odvolání Vladimíra Železného z funkce generálního ředitele k 19. dubnu 1999. Železný se s tím ale nesmířil a s CET 21, MEF Holding a Investiční a poštovní bankou založil Českou produkční 2000, která měla nahradit ČNTS. Železný dostal potřebné finance k přípravě vysílání a čekal na vhodný okamžik, kdy bude možné vypovědět smlouvu s ČNTS, což se stalo, když nebyl CET 21 předložen denní vysílací plán. Vzápětí v srpnu roku 1999 přesunul sídlo Novy na Barrandov, odkud s vysíláním pokračoval už bez ČNTS.
Společnost CME na tento krok reagovala podáním řady žalob a trestních oznámení. RRTV ale zájmy amerického investora nevyslyšela a nevzala na vědomí ani předběžné rozhodnutí mezinárodní arbitráže, která rozhodla o návratu Železného k CME. V důsledku těchto kroků musela Česká republika firmě CME zaplatit 10,4 miliardy korun. CME peníze dostala v květnu roku 2003. V roce 2002 RRTV prodloužila CET 21 licenci o dalších 12 let. Ve stejnou dobu do firem kolem Novy vstoupila investiční společnost PPF, která si společně s MEF Holding rozdělila vliv nad televizí. Dne 14. května 2003 byl Vladimír Železný odvolán z postu generálního ředitele, tentokrát už definitivně. Po něm nastoupil do funkce Petr Dvořák z PPF. Ta po dohodě s CME odkoupila její podíl v ČNTS a uklidnila tím konflikty. PPF později vyplatila i MEF Holding a získává 85 % vliv nad Novou. Zanedlouho PPF prodala svůj podíl opět společnosti CME, jejíž celý podíl získala v roce 2004. CME zakoupila i zbývající podíly a stala se vlastníkem CET 21. Generálním ředitelem zůstal Petr Dvořák.

### 1994: První vysílací den

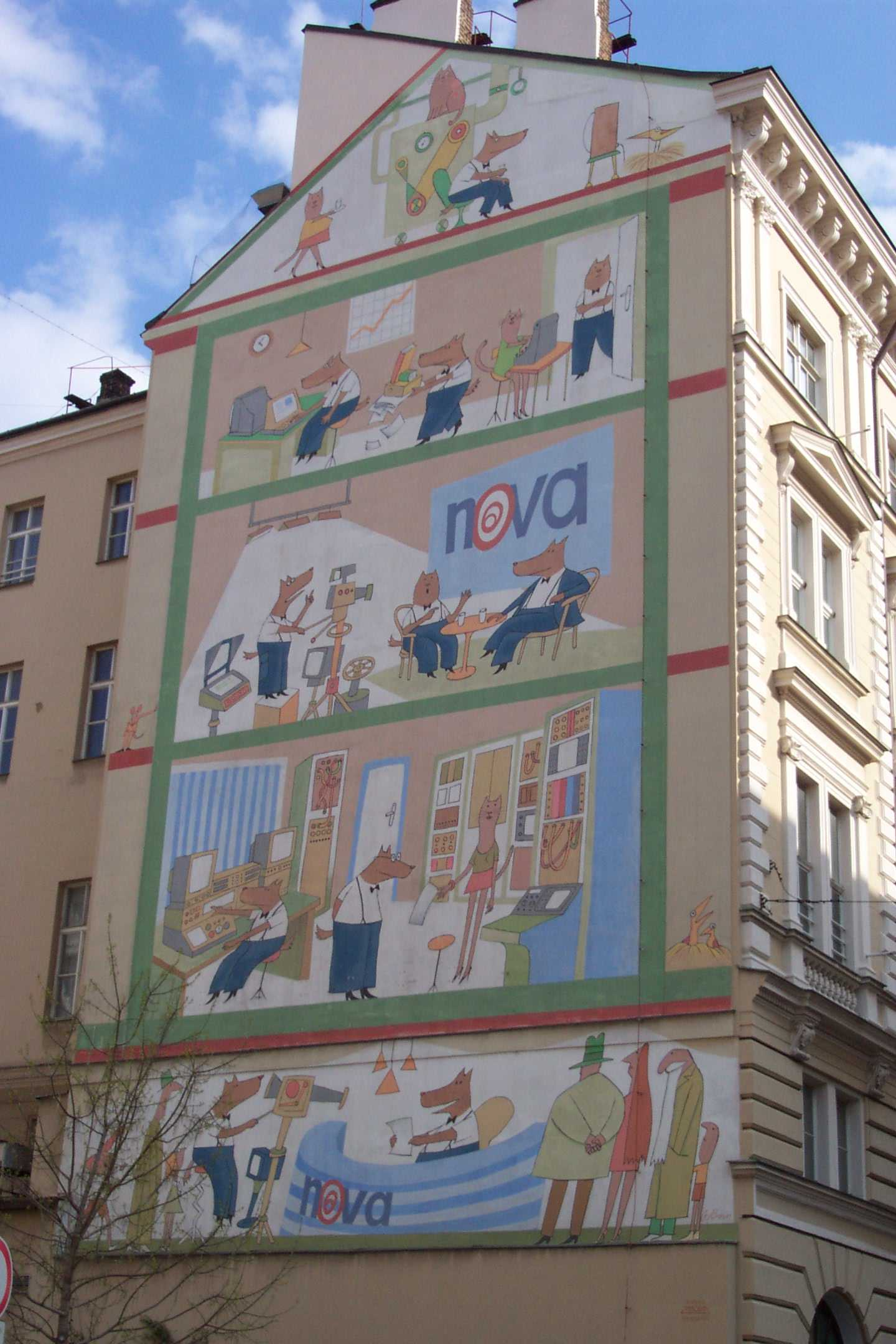
Stěna s tematikou Novy u jejího bývalého sídla na Novém Městě (1994–1999)

Televize Nova zahájila vysílání 4. února 1994 v pět hodin ráno pod vedením Vladimíra Železného, oficiální zahájení proběhlo ale až v 7 hodin večer živým přenosem z Národního muzea v Praze, odkud bylo zahájeno vysílání studia v Měšťanské besedě v pražské Vladislavově ulici. Přesně v půl osmé večer odstartovaly na obrazovkách televize Nova poprvé Televizní noviny. Po zprávách následovaly Sportovní noviny a Počasí. Prvním filmem, který TV Nova odvysílala, byla Obecná škola od Jana a Zdeňka Svěrákových. Po českém filmu následoval zahraniční film Krotitelé duchů. Pro dospělé poté Nova uvedla erotický magazín Penthouse. První vysílací den skončil upoutávkou na sobotní program v jednu hodinu ranní.

### 1994–2003: Éra Vladimíra Železného
Start Novy doprovázely na frekvenci ČT3 výpadky s Českou televizí. Vztah mezi Českou televizí a Novou nebyl nejlepší, jelikož se generální ředitel Novy Vladimír Železný v minulosti ucházel o post ředitele v České televizi. Nova představila ve svých začátcích pořady, které jsou vysílány až dodnes, například Televizní noviny, Sportovní noviny a Počasí, které se měnily pouze vizuálně, ale měly stále pevný vysílací slot. Dalšími pořady, které byly vysílány, byly například investigativní pořad Na vlastní oči, Snídaně s Novou, Sedmička, Občanské judo či pořad Volejte řediteli, který uváděl generální ředitel Novy a ve kterém odpovídal divákům na jejich dotazy ohledně budoucího vysílání televizní stanice. V programu se objevovaly i známé americké seriály jako M.A.S.H., Dallas, Tak jde čas, Pobřežní hlídka, Columbo, To je vražda, napsala, Dynastie, z českých potom Hospoda, Nováci nebo Policajti z předměstí. O pár let později byl Železný z pozice generálního ředitele odvolán a rozhodl se učinit kroky k založení „nové Novy.“

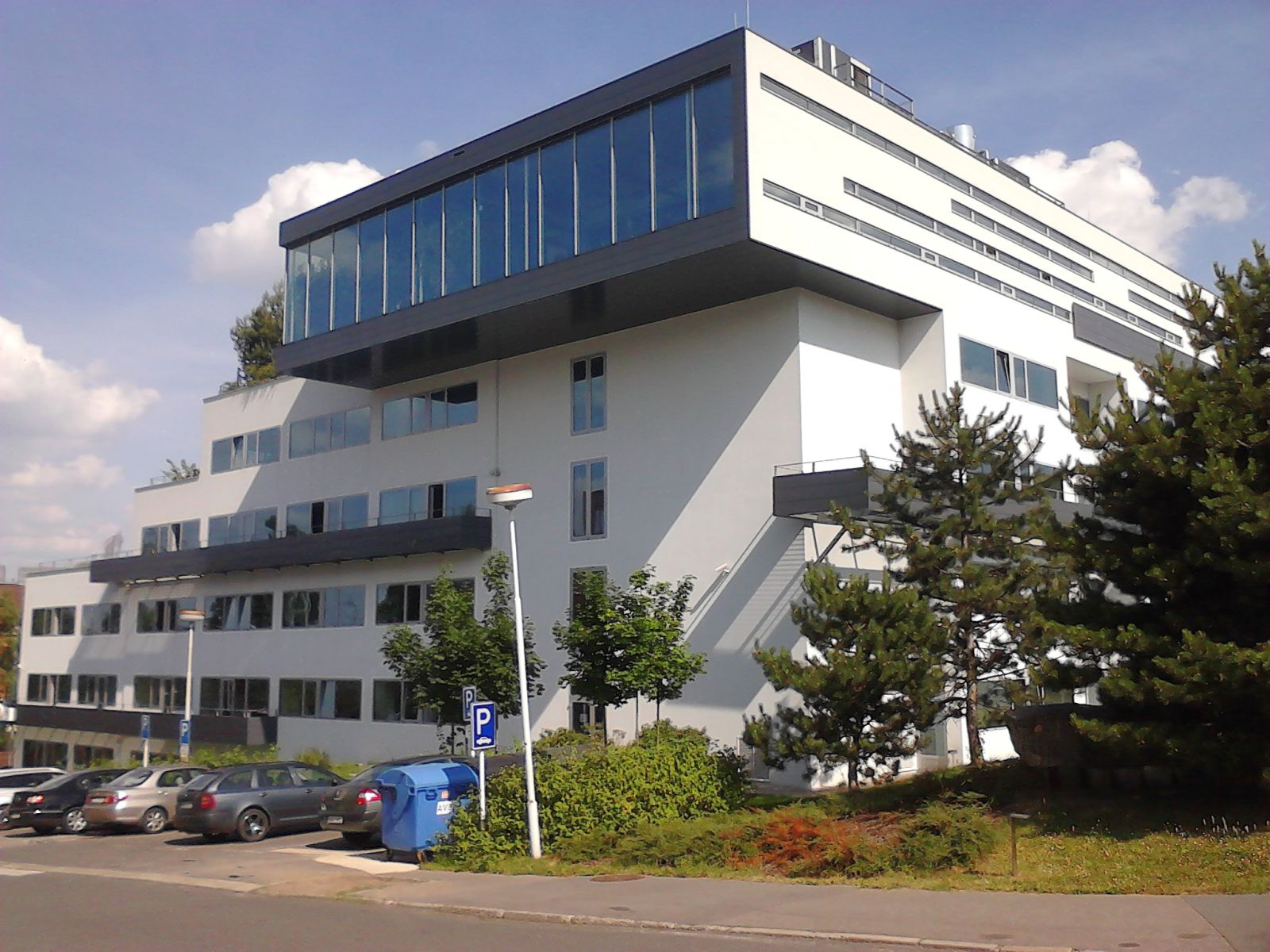
Nové sídlo TV Nova v areálu Barrandovských Studií od roku 1999

To se Železnému povedlo a zcela se odpojil od ČNTS. Nově začal vysílat z garáží ve filmových ateliérech na Barrandově, odtud byly dále šířeny oblíbené pořady Novy. Veškerá autorská práva na divácky oblíbené pořady, moderátory a redaktory ale vlastnila ČNTS, Železnému se ale s postupem času podařilo většinu moderátorů znovu získat. Problém s názvy pořadů vyřešil přejmenováním – Televizní noviny změnily název na TN, pořad Na vlastní oči zase na Na vlastní kůži a noční pořad Tabu na Tabudka. V této době se poprvé objevili jako moderátoři Televizních novin Lucie Borhyová, která pracovala jako redaktorka, a Rey Koranteng, který na Nově uváděl Počasí. Televize se později vrátila ke svým bývalým názvům nebo pořady nahradila novými. Oblíbenými pořady byly Ptákoviny, Čundrcountry show, Eso, Gumáci, soutěžní pořad Riskuj!, Skopičiny, Vabank, Tele Tele nebo Zlatíčka. Na Nově se v tu dobu objevovaly hvězdy jako Petr Nárožný, Karel Šíp, Luděk Sobota, Petr Rychlý, Pavel Zedníček, Hana Zagorová, Tereza Pergnerová, Ivan Mládek, Pavel Trávníček, Sabina Laurinová a mnoho dalších. Sledovanost se v prvních letech pohybovala kolem 60% podílu na divácích, později dokonce o 10 % víc, díky čemuž výrazně převyšovala Českou televizi.
Éra pořadů Vladimíra Železného se nesla v zábavném, soutěžním či politickém stylu. V květnu 2003 byl Vladimír Železný odvolán z postu generálního ředitele a nahradil ho Petr Dvořák ze společnosti PPF.

### 2003–2006: Nástup reality show

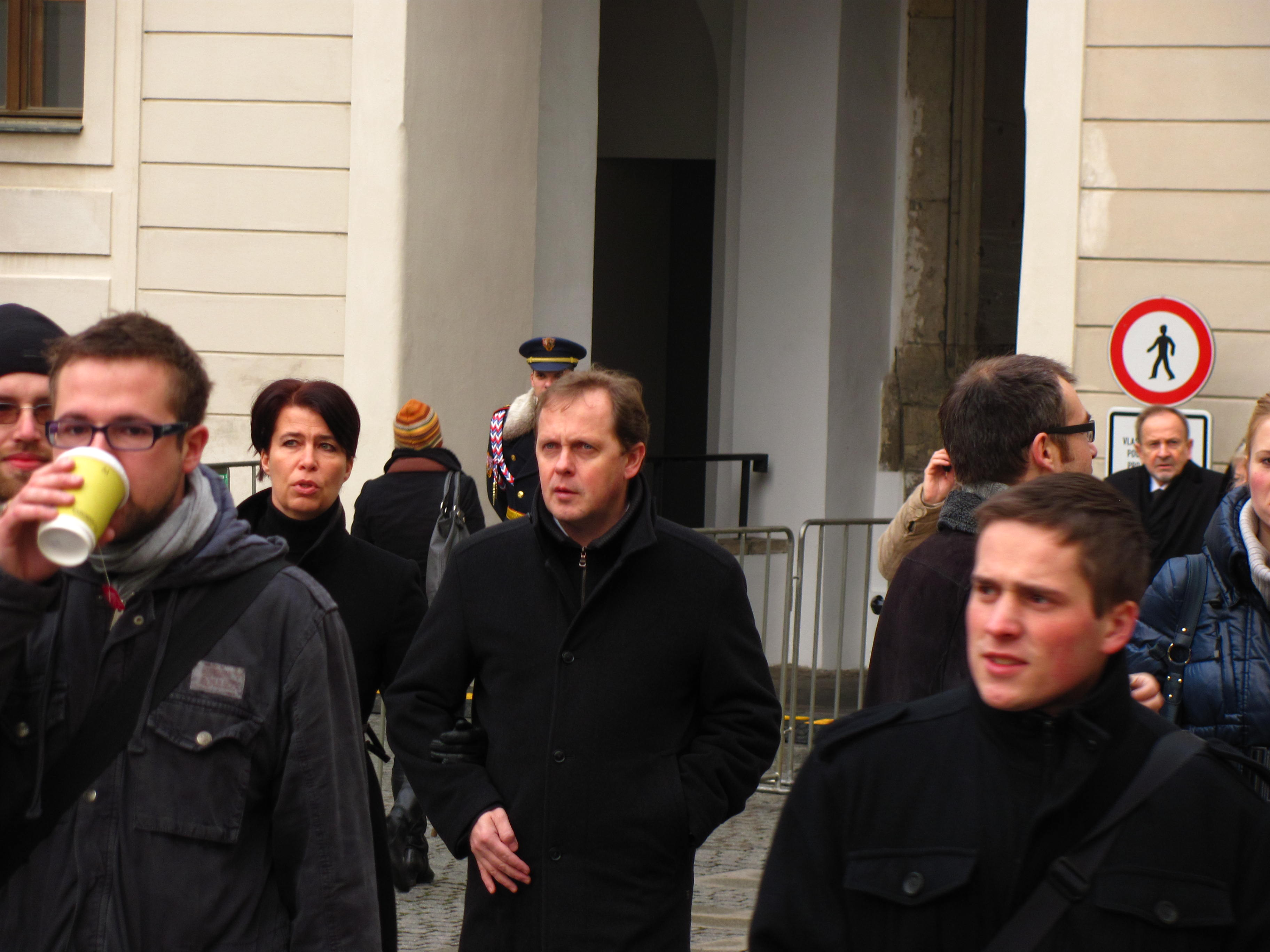
Bývalý generální ředitel Petr Dvořák

Některé pořady vysílané v době Vladimíra Železného dále pokračovaly, jiné se v programu nadále neobjevovaly. Pořad Volejte řediteli prošel v září roku 2003 proměnou a ve vysílání se objevil pod novým názvem Volejte Novu, kde již nevystupoval generální ředitel, ale známé tváře spjaté s televizí Nova. Petr Dvořák byl první generální ředitel, který přinesl do televize Nova formát reality show, konkrétně první pěveckou soutěž Česko hledá SuperStar, která odstartovala 5. února 2004. V Česku se stala obrovským hitem a na své konto si připsala hned 3 řady. V roce 2009 vyprodukovala TV Nova společně s TV Markíza společnou mezinárodní verzi Česko Slovenská SuperStar. Ve třetím ročníku Česko hledá SuperStar nastoupil jako moderátor Leoš Mareš, který se později objevil jako moderátor i dalších show. Reality show diváky v té době lákaly, a tak na Nově zahájily vysílání další pořady jako Výměna manželek, Talentmania, Dům snů, Bailando, Vem si mě! nebo X Factor.
Jedním z taháku Novy měla být i reality show Big Brother, kterou Nova spustila v reakci na českou verzi VyVolených, kterou připravovala TV Prima. Nova musela kvůli této show zaplatit mnohé pokuty a ani sledovanost nebyla uspokojivá, proto nebyla další řada objednána, zatímco Prima VyVolené zopakovala ještě třikrát.
V roce 2004 se vedení Novy pustilo po dlouhé době opět k vlastní tvorbě seriálů – vznikla Pojišťovna štěstí a Redakce. O rok později přišla s denním seriálem Ulice a seriálem z prostředí nemocnice Ordinace v růžové zahradě. Tyto seriály nejprve nebyly koncipovány jako nekonečné, po úspěchu jsou ale nové díly natáčeny dodnes. Dalšími seriály byly například On je žena!, Místo v životě či Světla pasáže, které byly natáčeny po jednu či dvě řady. Televize Nova spustila také nové pořady, například Víkend, Koření, Střepiny, 112 a mnoho dalších. Ze zahraničních seriálů byly na obrazovkách televize Nova nově vysílány například Námořní vyšetřovací služba, Kriminálka Miami, Kriminálka New York, Kriminálka Las Vegas, Ztraceni, Dr. House, Zákon a pořádek: Útvar pro zvláštní oběti a mnoho dalších.

### 2007: Nova Cinema; HDTV rozlišení
Od poloviny října 2007 začala TV Nova vysílat zpravodajství (ranní, odpolední i večerní) v obrazovém formátu 16 : 9 a v rozlišení HDTV. Tento kompletní přechod u zpravodajství realizovala jako první televize v ČR.
V roce 2007 se společnost CET 21 začala připravovat na vysílání druhého celoplošného programu. Na ten jí vznikl zákonný nárok (licence) v souvislosti s procesem digitalizace a přechodu z analogového na digitální vysílání. Termín, do kdy mělo být vysílání druhého programu zahájeno, zákon nestanovil. CET 21 zahájila 1. prosince 2007 vysílání „druhého kanálu TV Nova“ pod názvem Nova Cinema, který byl šířen jen v sítích kabelových operátorů a na satelitní platformě CS Link. Až v listopadu roku 2008 ale podala k RRTV žádost o kompenzační licenci pro pozemní digitální vysílání. RRTV 2. prosince žádosti vyhověla a Nova Cinema odstartovala 15. prosince 2008 v terestrickém digitálním multiplexu 2, kde vysílal i hlavní kanál Novy, nová televize Barrandov a dva kanály FTV Prima (Prima a Prima Cool).

### 2008–2011: Vlastní tvorba; rozšíření zpravodajství
V roce 2008 Nova nezapomněla také na oslavy různých příležitostí, a tak odvysílala na Nový rok Mejdan roku z Václaváku. Již od začátku také Nova vysílala galavečery udílení cen TýTý, Test národa, Miss České republiky, Česká Miss nebo Český slavík.
Dále v roce 2008 nastoupily reality show Výměna manželek a X Factor, o rok později i Dům snů. Velkou novinkou byl příchod sitcomu Comeback, který se těšil velké popularitě. Dalším novým seriálem byla Kriminálka Anděl, premiéru měl také cyklus Soukromé pasti. O dva roky později Nova rozšířila sbírku svých seriálů o Okresní přebor a Dokonalý svět, odvysílala ale pouze jednu sérii a dále je již neprodloužila. Přinesla také řadu nových pořadů jako Vizita, Příběhy bez scénáře, Babicovy dobroty, Stahovák, Přísně tajné!, Neviňátka, MR. GS, Česko k neuvěření a další. V roce 2009 byl ukončen hudební pořad Eso, který naposledy moderoval Leoš Mareš.
Dne 14. února 2011 došlo k rozšíření zpravodajství a k Odpoledním a hlavním Televizním novinám se přidaly ještě Ranní, Polední a Noční Televizní noviny. Změna proběhla již za nového generálního ředitele Jana Andruška, který ve funkci vystřídal Petra Dvořáka. V těchto letech byly také vysílány nové zahraniční seriály Mentalista nebo Tisíc a jedna noc, z českých pak kriminální seriál z roku 2009 Expozitura, za nímž stálo duo Josef Klíma a Janek Kroupa.

### 2012: Návrat starých pořadů; nové kanály
V roce 2012, pod vedením Jana Andruška, se na televizi Nova vrátily některé starší pořady, které byly vysílány za dob Vladimíra Železného: Na vlastní oči a Prásk!. Investigativní reportérský pořad Na vlastní oči se vrátil také díky návratu Josefa Klímy a Janka Kroupy zpátky na Novu. Jarním tahákem v roce 2012 byla pěvecká reality show Hlas Česko Slovenska. Nova rozšířila i své seriálové portfolio, a to o komedie Helena, Gympl s (r)učením omezeným nebo o seriál z tanečního prostředí, natočený již v roce 2009 – První krok. Dalším tahákem byla nová česko-slovenská kuchařská show MasterChef. Přes léto uvedla novou reality show Farma nebo svatební reality show 4 svatby.
V červenci 2012 se společnost rozhodla spustit svůj čtvrtý kanál pod názvem Fanda. Byl spuštěn 14. července 2012 jako kanál orientovaný výhradně na muže. Odstartoval v terestrickém digitálním multiplexu 4. Nova jej ze začátku šířila pouze v satelitních, kabelových a IPTV službách.
23. prosince 2012 Nova spustila jako vánoční dárek pro své diváky televizní kanál s názvem Smíchov, zaměřený na komediální seriály a filmy nebo starší zábavné pořady z archivu televize Nova – Tele Tele, Ptákoviny či MR. GS. Nechyběly ani nové premiérové zahraniční seriály jako Franklin a Bash, 2 Socky, Zpátky do školy nebo Mike a Molly. Kanál byl šířen pozemním digitálním vysíláním v multiplexu 4.

### 2013: Nové obchodní podmínky; Telka; personální změny
Na začátku roku 2013 zavedl generální ředitel Jan Andruško nové obchodní podmínky při prodeji reklam. Televize nabídla zadavatelům dvě možnosti: zakoupení reklamních slotů za nižší cenu, ale za podmínky, že budou inzerovat rok nebo déle, nebo nákup měsíční inzerce za cenu vyšší. Řada zadavatelů nové podmínky odmítla a přešla k jiným televizím, posléze se ale podle ředitele k Nově vrátili. Později televize ceny za reklamu znovu zvýšila s tím, že zohlední dlouholeté zadavatele.
V roce 2013 se na Novu vrátila její stálice SuperStar, kterou nabídla v pozměněném stylu, například vyměnila moderátora Leoše Mareše za Zoru Kepkovou ze Snídaně s Novou a Romana Juraška z Telerána.
V roce 2013 televize spustila v pořadí již šestý kanál v období 12 měsíců. V rámci oslav svých 19. narozenin od 22. února 2013 spustila Telku, a to opět v multiplexu 4. Start byl původně plánován na 4. února 2013, Rada pro rozhlasové a televizní vysílání ale nemohla žádost o licenci schválit, jelikož chyběly některé potřebné informace. Kanál se zaměřil na archivní pořady televize Nova, na obrazovky se tedy vrátily reprízy původních seriálů Ulice a Pojišťovna štěstí či zábavních a soutěžních pořadů jako Horoskopičiny, Riskuj!, Chcete být milionářem?, Hogo Fogo, Novoty nebo Lucie na bílo. Nechyběly ani reprízy reality show Česko hledá SuperStar, Jsi chytřejší než páťák?, Talentmania, Dům snů nebo Farma.
Přes letní prázdniny přinesla TV Nova nový úspěšný seriál Doktoři z Počátků, s jehož vysíláním se rozhodla pokračovat i v dalších měsících mimo prázdniny. Uvedla také nový pořad Sígři ve výslužbě s Evou Holubovou a letní verzi pořadu Víkend – Víkendové prázdniny. V září nahradila sitcom Helena novým sitkomem s Milanem Šteindlerem – PanMáma. S nasazenými novinkami slavila mezi diváky úspěch.
Po personálních změnách ve společnosti CME, která je majitelem Novy (bývalý prezident a ředitel CME Adrian Sârbu rezignoval na svou funkci a byl vyměněn za nové ředitele Christopha Mainuscha a Michaela Del Nina) se rozhodl po několika měsících rezignovat i Jan Andruško, jelikož nesouhlasil s novým plánem TV Nova, který mu nové vedení CME předložilo. Andruško svou funkci zastával do 31. října 2013, kdy ho nahradil David Stogel, který na Nově dříve pracoval.
Po personálních změnách došlo na Nově z úsporných důvodů ke zrušení mnoha pořadů. Televize ukončila natáčení svého seriálu Gympl s (r)učením omezeným a zrušila i noční zpravodajskou relaci. Dále se spekulovalo o prodeji exkluzivních vysílacích práv na hokejový turnaj na zimních olympijských hrách v Soči, která televize Nova získala v roce 2012, když přeplatila Českou televizi. Česká televize nakonec vysílací práva získala, výměnou dostala Nova možnost vysílat české filmy a seriály jako Chalupáři. Dlouho se také spekulovalo o neprodloužení smlouvy k vysílání české mutace MTV, což se rovněž potvrdilo a MTV opustila skupinu Nova 31. prosince 2013. Dále ji začala provozovat společnost Viacom, která ji nahradila evropskou mutací.
K 1. listopadu 2013 se stal Christoph Mainusch mimo jiné jednatelem společnosti CET 21 a z této pozice začal spravovat Novu. Jeho zástupcem zůstal David Stogel, s nímž Mainusch spolupracoval. Stogel tuto pozici zastával už předtím, v posledních měsících působení Petra Dvořáka. Dne 7. listopadu 2013 Nova zrušila výrobu svého znovuobnoveného pořadu Na vlastní oči a ke stejnému dni rozpustila i tým Mediafaxu. Restrukturalizaci dokončila TV Nova podle generálního ředitele Christopha Mainuscha koncem roku 2013.

### 2014–2015: 20. narozeniny;Policie Modrava; Nova Sport 2
Dne 4. února 2014 oslavila TV Nova své dvacáté narozeniny, u jejichž příležitosti uspořádala „velkou narozeninovou soutěž,“ ve které rozmístila 20 dárků pomocí balónů. Ve stejný den také odvysílala speciální program Všechno nejlepší, kde shrnula celou dobu svého působení na televizním trhu. Pořadem provázela dlouhodobá tvář televize Petr Rychlý. Oslavy, které probíhaly celý únor, přinesly i obměnu televizní grafiky. Diváci mohli také využít možnosti navštívit prostory televize Nova při Dnu otevřených dveří. V den svých narozenin též spustila bezplatnou videotéku Nova Plus, nabízející své pořady až 7 dní po jejich odvysílání v televizi.
V neděli 23. března bylo poprvé představeno nové studio, grafika, znělky a logo Televizních novin. Součástí studia se stala zakřivená projekční stěna o velikosti 20 metrů čtverečních s Ultra HD rozlišením, posuvný multimediální moderátorský stůl, který lze přemístit okolo svislé osy až o 270° nebo obrovská projekční LED plocha. Grafiku mohou moderátoři navíc ovládat pohybem a gesty pomocí konzole Kinect umístěné nad kamerou. O rok později bylo představeno také nové studio ranního pořadu Snídaně s Novou, ve kterém se později začaly natáčet také pořady Koření, Prásk!, Víkend a sportovní přenosy, kterým se vždy studio mohlo přizpůsobit dle potřeb pořadu.
Dne 5. března 2014 byla spuštěna druhá řada pěvecké show Hlas Česko Slovenska. Televize uváděla své původní seriály od neděle až do čtvrtka, jelikož nově přesunula seriál Doktoři z Počátků  na pondělí a středy. Novou řadu seriálu Kriminálka Anděl představila v nedělním prime time. Dne 8. listopadu 2014 poprvé uvedla společný projekt se stanicí Markíza Chart Show, který v premiéře zhlédlo 799 tisíc diváků.
V roce 2015 vystřídal premiérovou řadu Kriminálky Anděl nový kriminální seriál Policie Modrava, který Nova natočila po několikaleté odmlce po úspěšném pilotním díle. Seriál se po odvysílání prvních dílů stal nejsledovanějším seriálem tehdejší doby, vystřídal tak Ordinaci v růžové zahradě 2, která tento post ovládala několik let. V jarní sezóně stanice opět vrátila Doktory z Počátků pouze na pondělní vysílací den. Ve středečních večerech seriál nahradila úspěšná reality show Výměna manželek. Na televizních obrazovkách uvedla novou podvečerní reality show Nejlíp vaří moje máma, kterou začala vysílal o víkendech. Na podzim odstartovala čtvrtá řada SuperStar, druhá řada seriálu Expozitura s názvem Atentát a kuchařská show MasterChef Česko, která byla nově pouze v české produkci, nikoliv česko-slovenské jako v roce 2012.
Dne 5. září 2015 byla spuštěna v pořadí již sedmá televizní stanice Nova Sport 2. Stanice zahájila stejně jako sesterská Nova Sport 1 jako placená.

### 2016: Nova International; zábavné show
TV Nova se za účelem zastavení nelegálního šíření obsahu na území Slovenska rozhodla pro spuštění programu Nova International. První zmínky o nové mezinárodní stanici přišly již v listopadu 2015, Nova spustila stanici 1. února 2016 v 5.55. Na kanálu nabídla obdobné programové schéma jako televize Nova v České republice, se všemi pořady vlastní produkce, u kterých společnost disponuje právy pro šíření v zahraničí. Sesterská Markíza za stejným účelem spustila pro území České republiky kanál Markíza International.
Na začátku roku 2016 stanice oznámila start nových seriálů Na vodě a Drazí sousedé, který byl kvůli nízké sledovanosti přerušen, taktéž byl zahájen nábor soutěžících do nové soutěžní show Co na to Češi, která začala vysílat 21. března 2016. 23. března se vrátila legendární soutěžní show Chcete být milionářem?, kterou moderoval Marek Vašut. Od 26. března 2016 televize spustila novou zábavnou show Tvoje tvář má známý hlas, ve které se české osobnosti měnily v české i zahraniční zpěváky a zpěvačky. Show patřila mezi nejsledovanější pořady v Česku a moderoval ji Ondřej Sokol.
V podzimní části roku 2016 Nova navázala na úspěchy svých dosavadních pořadů a více se věnovala pořadům s prvky reality show než seriálům. Pokračování se dočkaly show Tvoje tvář má známý hlas, MasterChef Česko, Chcete být milionářem?, Co na to Češi i Výměna manželek. Nováčkem v programu se stala česká verze Celebrity Game Night.

### 2017–2018: přejmenování kanálů; nové pořady
U příležitosti svých 23. narozenin se Nova rozhodla přejmenovat některé své kanály – 4. února se z kanálu Fanda stala Nova Action, ze Smíchovu Nova 2 a z Telky Nova Gold. Kromě stávajících pořadů, např. Ordinace, Ulice, Výměna manželek, připravila Nova několik nových pořadů: krimi seriál Specialisté, který se představil na jaře v 1. sérii, první řada dobrodružné reality show Robinsonův ostrov nebo druhá řada pořadu Holky pod zámkem. Neúspěšnou novinkou byla hudební show Chart show, která byla po několika dílech z důvodu nízké sledovanosti stažena z vysílání. Se třetí řadou na jaře a čtvrtou na podzim se vrátila show Tvoje tvář má známý hlas. Na podzim byla vysílána druhá řada kriminálního seriálu Policie Modrava, druhá řada kriminálního seriálu Specialisté, další řada reality show Výměna manželek nebo nová docu-reality série Malé lásky. V říjnu byly do programu nasazeny dva nové pořady, krimi seriál Dáma a Král a reality show Mise nový domov s Terezou Pergnerovou, která se svým týmem pracovala na zlepšení podmínek pro život vybraných rodin.
I v roce 2018 pokračovaly úspěšné pořady Ordinace v růžové zahradě 2, Ulice nebo Specialisté. S druhou řadou se vrátila dobrodružná show Robinsonův ostrov nebo detektivní seriál Dáma a Král. S pátou řadou se na podzim vrátila Tvoje tvář má známý hlas. Do vysílání byla také nasazena pátá řada pěvecké soutěže SuperStar. Novinkami byly pořad Utajený šéf, ve kterém se manažeři firem v převleku dostávají mezi své zaměstnance a zjišťují jejich pracovní morálku, detektivní seriál Profesor T., reality show O 10 let mladší nebo lifestylový pořad Život ve hvězdách.

### 2019: narozeniny, návrat starých pořadů
Nova na jaro 2019 připravila nový seriál Kameňák, navazující na předchozí filmy z této české série. Po několika letech se také vrátila show The Voice Česko Slovensko, dříve prezentovaná jako Hlas Česko Slovenska, kterou moderovala dvojice Tereza Kerndlová a Mária Čírová. Pokračovaly také úspěšné seriály jako Ordinace v růžové zahradě 2 nebo Ulice, na obrazovky se po třetí vrátila soutěž MasterChef Česko. V rámci oslav 25 let od založení Novy byly do večerního vysílání zařazeny krátké bloky s ukázkami starých pořadů nebo starých Televizních novin z každého roku její existence (1994–současnost). Kromě toho byly vydány speciály několika pořadů Novy, například Život ve hvězdách, věnovaný Karlu Gottovi a jeho projektům s Novou. Dále Nova 4. února (tedy v den 25 let od prvního vysílání) uspořádala velikou show v Obecním domě v Praze, kde soukromě oslavovala toto výročí. Dostavili se přední politici, hudebníci, herci, moderátoři, sportovci a další významné osobnosti. Show moderovali Rey Koranteng, Ondřej Sokol a Lucie Borhyová.
Po létě se vrátily seriály jako Ordinace v růžové zahradě 2 a Ulice nebo pořady O 10 let mladší a Co na to Češi. Do sobotního hlavního vysílacího času se vrátila Tvoje tvář má známý hlas se svou šestou řadou.

### 2020: omezení kvůli koronaviru
Na jaře Nova odvysílala šestou řadu pěvecké reality show SuperStar, která přinesla po delší době vyšší sledovanost, finálový díl viděl více než 1 milion diváků, což se naposledy povedlo ve 3. řadě. Původně měl být na jaře odvysílán nový seriál Co ste hasiči, z důvodu pandemie koronaviru byla programová struktura výrazně změněna. Předčasně bylo ukončeno vysílání nových dílů nekonečných seriálů Ulice a Ordinace v růžové zahradě 2, reality show Výměna manželek a krimi seriálu Specialisté. Místo nich nasadila TV Nova do vysílání reprízy Kriminálky Anděl nebo Policie Modrava. Jediné pořady, u kterých se vysílaly premiérové díly, byla SuperStar a MasterChef Česko. Speciálně uvedeným pořadem byl Nova je s vámi, který informoval o aktuálních událostech souvisejících s pandemií.
Na podzim uvedla Nova program bez výrazných změn, nově se Ordinace v růžové zahradě 2 vysílala pouze ve čtvrtek, a to 2 díly za sebou. Novinkou byl pořad Svatba na první pohled, jehož první díl byl odvysílán ve středu 28. října. Do vysílání se vrátily pořady MasterChef Česko a Tvoje tvář má známý hlas se sedmou řadou.

### 2021: konec Ordinace; nový seriál; nové kanály
Již v listopadu předchozího roku Nova oznámila, že jarní sezóna seriálu Ordinace v růžové zahradě 2 bude poslední a seriál tak po více než 15 letech skončí, později však bylo rozhodnuto o pokračování seriálu od podzimu na portálu Voyo. Novinkou v jarním programu byl seriál Anatomie života, který dějově vychází ze slovenské předlohy Sestričky. Na jaře se vysílala speciální řada pořadu Tvoje tvář má známý hlas s předchozími soutěžícími, tzv. šampiony. Od 9. července byl do vysílání zařazen seriál Co ste hasiči, který měl být původně vysílán už na jaře roku 2020.
V září došlo k přejmenování kanálu Nova 2 na Nova Fun, většími změnami prošla také stanice Nova Action. Společnost rovněž spustila tři nové kanály – Nova Lady se zaměření na ženy a dosavadní dva sportovní kanály doplnily Nova Sport 3 a Nova Sport 4. Mimo tyto změny došlo ke zprovoznění nového zpravodajského studia, ze kterého jsou kromě hlavních zpravodajských relací vysílány i další publicistické pořady. Studio včetně nové grafiky a znělek bylo poprvé představeno 5. září 2021.

### 2022: Další sportovní kanál; nové pořady a seriály; posílení VOYO, vznik služby Oneplay
V lednu oznámilo vedení skupiny Nova plán spustit pátou sportovní stanici. Byla však přidána až 29. února 2024. Zaměřuje se na motorsport v čele s Formulí 1 a MotoGP. V lednu spustila Nova novou show Survivor Česko & Slovensko, která vzniká v koprodukci s TV Markíza. V pořadu soutěžil jeden tým celebrit a druhý tým obyčejných soutěžících. Moderátorem za českou stranu byl Ondřej Novotný, který již působil jako průvodce v předchozí verzi, Robinsonově ostrově. Odstartoval také seriál Odznak Vysočina, v hlavních rolích se představili slovenská herečka Monika Hilmerová nebo Michal Suchánek. V březnu bylo zahájeno vysílání seriálu Chlap z lékařského prostředí v hlavní roli v Tomášem Maštalírem. V červnu je vysílána soutěž Lego Masters, kde mezi sebou soutěží dvojice ve stavění různých objektů ze stavebnice Lega. I na jaře pokračují dlouhodobé seriály a pořady, jako jsou Tvoje tvář má známý hlas se svou devátou řadou, Specialisté, Dáma a Král, Ulice, Výměna manželek nebo Na lovu. Na platformě VOYO rozjela Nova své VOYO Originál projekty, například seriály Národní házená, Guru, Iveta a Jitřní záře.
14. června Nova ukončila provoz stanice s hodinovým posunem Nova +1, jelikož jediný operátor který měl tuto stanici, Skylink, vyřadil tyto stanice z programové nabídky.
11. srpna oznámila Nova novou, již 18. řadu seriálu Ulice, pokračování soutěže Na Lovu, MasterChef, Souboj na talíři. Na VOYO lze od 4. srpna najít nové díly seriálu Ordinace v růžové zahradě 2.
V srpnu Nova oznámila definitivní přenos práv na pořádání ankety Český slavík, která je nyní pouze pod TV Nova a v listopadu bude televize vysílat její jubilejní 60. ročník. Předchozí ročník byl kritizovaný a kontroverzní mimo jiné kvůli Karlu Janečkovi, který společně s Jakubem Horákem anketu pořádali pod názvem Český Slavík 21.
V prosinci je ohlášena změna na pozici generálního ředitele, Brachtlovou a Vlčka střídá bývalý Head of Digital Daniel Grunt
V únoru 2025 oznámil generální ředitel Novy Daniel Grunt, že VOD služba Voyo a služba O2 TV budou sloučeny do jedné služby pod názvem Oneplay, která má být spuštěna 10. března 2025.

## Stanice skupiny Nova
| Název stanice                                                | Datum spuštění    | Programové zaměření                                        | Staniční barva        | Staniční barva | Staniční barva |
| ------------------------------------------------------------ | ----------------- | ---------------------------------------------------------- | --------------------- | -------------- | -------------- |
| Nova                                                         | 4. února 1994     | původní tvorba                                             | modrá                 |                |                |
| Nova Cinema                                                  | 1. prosince 2007  | filmové tituly                                             | fialová               |                |                |
| Nova Sport 1 (2008–2015 jako Nova Sport)                     | 4. října 2008     | sportovní přenosy                                          | černá až modrá        |                |                |
| Nova Action (2012–2017 jako TV Fanda)                        | 14. července 2012 | akční seriály, filmy, mužské publikum                      | žlutá                 |                |                |
| Nova Fun (2012–2017 jako TV Smíchov) (2017–2021 jako Nova 2) | 23. prosince 2012 | zábava, mladší věková skupina                              | modrofialová          |                |                |
| Nova Gold (2013–2017 jako TV Telka)                          | 22. února 2013    | zahraniční kriminální seriály                              | zlatá                 |                |                |
| Nova Sport 2                                                 | 5. září 2015      | sportovní přenosy                                          | černá až světle modrá |                |                |
| Nova International                                           | 1. února 2016     | mezinárodní verze hlavní stanice TV Nova, archivní program | modrá                 |                |                |
| Nova Sport 3                                                 | 13. srpna 2021    | sportovní přenosy (fotbal)                                 | černá až zelená       |                |                |
| Nova Sport 4                                                 | 13. srpna 2021    | sportovní přenosy (fotbal)                                 | černá až emeraldová   |                |                |
| Nova Lady                                                    | 18. října 2021    | romantické seriály, filmy, ženské publikum                 | červená               |                |                |
| Nova Sport 5                                                 | 29. února 2024    | sportovní přenosy (motorsport)                             | černá až bordová      |                |                |
| Nova Sport 6                                                 | 29. února 2024    | sportovní přenosy (motorsport)                             | černá až růžová       |                |                |

## Zpravodajství TV Nova
Televize Nova vysílá již od roku 1994 nejsledovanější zpravodajskou relaci v Česku Televizní noviny. Zpravodajství je pro televizi nedílnou součástí, vyplňuje program během celého dne. Aktuální zpravodajské pořady TV Nova:
- Ranní Televizní noviny
- Polední Televizní noviny
- Odpolední Televizní noviny
- Televizní noviny
- Sportovní noviny
- Střepiny
- Víkend
- Počasí
- Doprava
- Snídaně
- Víkendová snídaně
- Rychlé Televizní noviny

TV Nova také informuje své diváky o zprávách po celém světě pomocí internetového portálu tn.cz, kde byl nedílnou součástí internetový zpravodajský kanál Nova News, jenž vysílal živé přenosy zpravodajských relací, staré zprávy z dřívějších dob a i staré zpravodajské pořady jako Víkend, Střepiny, 112 nebo Na vlastní oči. CET 21 ovšem v roce 2014 vrátila licenci k vysílání. Sportovní události nechybí také na placeném kanálu Nova Sport 1 a Nova Sport 2. V roce 2007 zprovoznila v areálu barrandovských ateliérů novou budovu toho času s nejmodernějším vybavením pro výrobu a vysílání zpravodajství v HDTV rozlišení. K poslední kompletní proměně hlavního zpravodajského studia došlo v roce 2021.

## Program
Plnoformátový kanál Nova vysílá 24 hodin denně, ale každé první pondělí v měsíci má tzv. technickou pauzu, kdy končí vysílaní kolem druhé hodiny ranní a začíná pak programem Snídaně v 5:55. Ve svém vysílání nabízí seriály, sitcomy, filmy či publicistické pořady. V programu nechybí původní tvorba ani zahraniční akvizice. Zpravodajství TV Nova dostává své místo již ráno Ranními Televizními novinami v rámci pořadu Snídaně. Dále se vysílají o dvanácté Polední Televizní noviny, v odpoledne v pět Odpolední Televizní noviny a o půl osmé začínají hlavní Televizní noviny. Dopoledne vysílá reprízu svého nekonečného seriálu Ulice z předchozího dne, po kterém následují reprízy filmu/seriálu z předešlého dne, který se vysílal od 20.20. Zbylý čas doplňují různé seriály, pořady nebo filmy. O víkendu Nova vysílá staré československé, české či zahraniční filmy, které v sobotu doplňuje pořady Rady ptáka Loskutáka, Koření nebo Volejte Novu.
V hlavním vysílacím čase Nova nabízí svou původní tvorbu. Pilířem programu jsou její seriály Policie Modrava, Ordinace v růžové zahradě 2 či Specialisté. Po nichž většinou následují publicistické pořady Víkend, Střepiny, Prásk! apod. V méně sledovaných období jako je například léto vysílá či vysílala TV Nova i seriály z produkce Československé televize – Plechová kavalerie, Chalupáři a další. V programové nabídce se také objevují reality show jako SuperStar, The Voice Česko Slovensko, Výměna manželek, MasterChef Česko, soutěže (např. Na lovu, Superlov, Co na to češi, Riskuj, Chcete být milionářem?, Tvoje tvář má známý hlas, Česko hledá SuperStar a další) a jiné pořady.

### Zahraniční akvizice
Každým rokem se v programu objevují také zahraniční seriály, které zařazuje do podvečerních nebo večerních slotů. Patří k nim i největší seriálové hity z americké produkce, čímž jsou například kriminální seriály jako Námořní vyšetřovací služba, Stalker, Kriminálka Las Vegas, Kriminálka New York, Kriminálka Miami, Kriminálka: Oddělení kybernetiky, Mentalista a mnoho dalších. Kriminální seriály nejsou jediné, které Nova nakupuje. Ve vysílání nechybějí také úspěšné sitcomy, sci-fi, drama – Dr. House, Dva a půl chlapa, Plastická chirurgie s.r.o., Máma, Superkočky, Pan Am, Pohotovost Miami, Nikita a další známé zahraniční seriály. Komediální seriály jsou spíše vysílány na sesterské stanici Nova Fun. Vedle americké produkce nakupuje také práva např. na německé seriály – Kobra 11.
Vysíláním zahraniční akvizice doplňuje Nova svůj program odpoledne, kde se objevují kriminální seriály. Zahraniční filmy vysílá také během sobotního odpoledne a podvečera. Největší seriálové hity jako např. Námořní vyšetřovací služba a Kriminálka: Oddělení kybernetiky nasazuje také v pozdním prime time.

### Dětský blok
Dětský blok má své pevné místo v sobotu a v neděli ráno, v němž jsou nabízené známé animované či hrané seriály. Dětský blok začíná vždy kolem šesté hodiny. Objevují se v něm seriály jako Oggy a škodíci, Monstra vs. Vetřelci, Tom a Jerry, Kung Fu Panda: Legendy o mazáctví, Bukugan, Tučňáci z Madagaskaru, Dinofoz, Jak vycvičit draka, Jake a piráti ze Země Nezemě, Smolíkovi nebo Hannah Montana. Blok kolem osmé uzavírá rodinný film.

### Video portály Voyo a Nova Plus
Voyo nabízí placený archiv všech původních seriálů a pořadů. Nechybí v něm také kompletní rejstřík českých a zahraničních filmů. Od srpna 2013 nabízí katalog amerických seriálů s českými titulky krátce po premiéře v Americe. Předplatitelé mají možnost zhlédnout seriály původní tvorby před jejich premiérou v televizi.
Ke svým 20. narozeninám spustila Nova Group video portál, v jehož nabídce je archiv původních pořadů a seriálů po dobu sedmi dní zdarma, a poté je odkazuje na placený portál Voyo. Později na portálu začala uvádět také původní internetové pořady jako Na baru, Maminky s rozumem, Hravě zdravě s Kristinou, Brána do historie, Vaše téma nebo Trendy trendy. Nechybí také přenosy z exkluzivních hudebních a společenských akcí. V průběhu roku 2015 nabídla na portálu Nova Plus také pořady z produkce slovenské Markízy, mezi nimi například také slovenskou verzi reality show Farma.
V roce 2021 přesunula Nova svůj velký programový tahák Ordinace v růžové zahradě 2 jen na platformu Voyo, kterou tím chce výrazně posílit.

## Nova HD
Dne 1. října 2008 zahájila jako první televizní stanice v ČR svůj kanál v HD kvalitě. Nova již v rámci veletrhu INVEX 2007 experimentálně vysílala HD na platformách DVB-T, IPTV a satelitu Astra. Důvodem velkého úspěchu u diváků se TV Nova rozhodla nakoupit více techniky pro vysílání v HD a prvního října 2008 odstartovala v HD naostro.
Vysílání se týká zpravodajských a publicistických pořadů a seriálů vysílaných v prime time. Ze seriálu Nova začala v roce 2008 vysílat v HD Soukromé pasti, Kriminálka Anděl, Pojišťovna štěstí později i Ulice s Ordinací v růžové zahradě. V roce 2008 byly představeny také zahraniční filmy a seriály v HD, například Ztraceni, Kriminálka Las Vegas nebo Útěk z vězení. Z pořadů například Snídaně s Novou, Víkend, Koření či Střepiny. V roce 2008 vysílala Nova přibližně 30–40 % pořadů. V roce 2012 to bylo již poměrně více.
HD vysílání je šířeno vždy ve formátu 16 : 9. Pokud je vysílán film, který je natočen ve formátu 4 : 3, zobrazuje se s černými pruhy po stranách, aby nedošlo k deformaci obrazu.
Nyní[kdy?] vysílá na satelitu a v IPTV. Dne 15. září 2013 přestala vysílat v multiplexu 4, kde ji nahradila Nova Cinema.

## Sledovanost
TV Nova je dlouhodobě jednou z nejsledovanějších televizí v Česku. V dnešní době jsou jejím nejúspěšnějším pořadem Televizní noviny a seriál Ordinace v růžové zahradě 2, obrovské divácké přízni se těší i hudební show Tvoje tvář má známý hlas. Sledovanost těchto tří pořadů běžně přesahuje milion diváků. Pravidelným seriálem, který rovněž dosahoval sledovanost nad jedním milionem, byl také seriál z lékařského prostředí spin-off Ordinace Doktoři z Počátků. První data o sledovanosti dostaly české televize v roce 1997. Mezi TOP 10 nejsledovanějších pořadů právě od roku 1997 drží Nova prvenství s Miss desetiletí, kterou si v roce 1997 nenechalo ujít celkem 4,992 milionů diváků starších 15 let. Dále se v žebříčku objevují pořady jako Pět let s vámi, Novoty, Silvestr 2000 nebo Mistrovství světa v ledním hokeji.
V roce 2005 TV Nova dosáhla celoročního podílu 40,95 procenta na celodenní sledovanosti u diváků starších patnácti let. V hlavním vysílacím čase činil podíl Novy na 42,25 procentech. Mezi nejsledovanější pořady patřily Televizní noviny, druhá řada Česko hledá SuperStar, seriál On je žena! nebo Výměna manželek, úspěšné bylo také nasazení nových seriálů Ulice a Ordinace v růžové zahradě.
Pro podzim 2013 se Nova objevila v žebříčku nejsledovanějších pořadů se svými největšími taháky programu jako jsou Ordinace v růžové zahradě 2, Televizní noviny, Sportovní noviny, Doktoři z Počátků, Počasí, Český Slavík Mattoni, Ulice, Prásk! z filmů potom Muži v naději a  Probudím se včera.
V roce 2015 stanice uvedla seriál Policie Modrava, který vystřídal na postu nejsledovanějšího seriálu současnosti seriál Ordinace v růžové zahradě 2, která však drží pozici nejsledovanějšího nekonečného seriálu. Úspěšnými pořady byly také Výměna manželek, Ulice, Televizní noviny a mírný pokles zaregistrovali Doktoři z Počátků.
V roce 2016 uvedla Nova nový seriál Drazí sousedé, který byl však kvůli nízké sledovanosti po několika dílech stažen z vysílání. Na obrazovky se vrátila soutěž Chcete být milionářem? s průměrnou sledovaností pod milionem diváků. Obrovský zájem diváků získala Tvoje tvář má známý hlas.
V roce 2017 zaznamenaly největší úspěchy Tvoje tvář má známý hlas, kriminální seriál Specialisté, dobrodružná show Robinsonův ostrov a detektivní seriál Dáma a Král. S druhou řadou se vrátila na obratovky Policie Modrava, která opět dosahovala rekordní sledovanosti. Stálou sledovanost zaznamenaly Televizní noviny, Ulice, Ordinace nebo Výměna manželek.

## Kritika
Český klub skeptiků Sisyfos udělil v roce 2002 TV Nova a jejímu pořadu Věštírna anticenu bronzový Bludný balvan v kategorii družstev za „příkladné zvyšování sebevědomí“, jelikož „Věštírna ukazuje, že i zcela nevýrazný člověk je vlastně senzibilem či zázračníkem, protože ve Věštírně se jím snadno a rychle může před kamerami stát“.
Za vysílání soutěže Big Brother mezi šestou ranní a dvaadvacátou hodinou večer udělila Rada pro rozhlasové a televizní vysílání Nově v roce 2008 pokuty v celkové výši 43,3 milionu korun. Podle Rady byly díly vysílané v tomto čase způsobilé ohrozit fyzický, psychický i morální vývoj dětí, protože byly charakteristické řadou manipulativních praktik, agresí, verbální vulgaritou, jednáním pod vlivem alkoholu, uměle a samoúčelně exponovanou sexualitou.
V červnu 2012 změnila TV Nova vzhled své oficiální webové stránky Nova.cz, který byl v mnoha prvcích totožný s webem americké stanice CBS. Po upozornění novinářů a lidí na sociálních sítí TV Nova odstranila některé z prvků. Americká CBS se k tomu vyjádřila tak, že nemá s kroky stanice Nova nic společného. Stránky obou televizí byly založené úplně na jiných kódech při sestavování stránky.

## Generální ředitelé
- Vladimír Železný (1994–2003) – jeden ze zakladatelů a současně první generální ředitel televize Nova.
- Petr Dvořák (2003–2010) – Petr Dvořák přidal k hlavnímu kanálu Nova, další kanál Nova Cinema, což mu umožnil start digitalizace. Během svého působení se začaly vysílat dva důležité seriálu Ulice a Ordinace v růžové zahradě, které ji drží vysokou sledovanost i na dále. Později v létě 2010 odešel z pozice generálního ředitele TV Nova a nastoupil jako viceprezident v CME.[112] Chvíli poté se stal i jednatelem společnosti CET 21, odkud spravoval přes svého zástupce generálního ředitele Davida Stogela samotnou TV Nova, dokud neobsadil místo generálního ředitele Jan Andruško.
- Jan Andruško (2011–2013) – za úřadování Andruška byly zavedeny čtyři nové kanály: Fanda, Smíchov, internetový kanál Nova News a naposled Telka. Za Andruška vystoupila televize ze sdružení ATO a založila své sdružení SPMS na měření sledovanosti. To rozběhlo nový výzkum sledovanosti se společností AC Nielsen. Měření bylo následujícím ředitelem ukončeno.[113] V létě 2012 prodloužili stopáž Televizních novin a posunul se start hlavního programu na 20.20.[114] Dále v roce 2013 změnila Nova Group svojí obchodní politiku, která spočívala v razantním zvýšení ceny a ve zrušení bonusů mediálním agenturám. Dne 14. října 2013 bylo oznámeno, že Jan Andruško ukončil k poslednímu říjnu 2013 své působení na postu generálního ředitele Nova Group. Oznámení proběhlo v průběhu personálních změn v CME po rezignaci Adriana Sârbua.[34]
- Christoph Mainusch (2013–2019) – kromě funkce generálního ředitele TV Nova zastával pozici co-prezidenta CME a současně jednatele CET 21, odkud řídil správu Nova Group, v čemž mu pomáhal zástupce generálního ředitele David Stogel, který stejnou pozici zastával již za dob Petra Dvořáka.[39][40] Ukončil přípravy druhého měření sledovanosti, které se začalo připravovat při působení Jana Andruška na Nově.[113] V průběhu jeho působení byla provedena restrukturalizace firmy, která měla skončil koncem roku 2013.[42] Dne 20. května 2014 byla vrácena licence pro internetový kanál Nova News.[87] K 12. prosinci 2014 ukončil po domluvě zástupce generálního ředitele David Stogel svůj pracovní poměr.[115]
- Klára Brachtlová a Jan Vlček (2019–2022) – dva generální ředitelé a jednatelé TV Nova od června 2019 nahradili německého generálního ředitele a jednatele Christopha Mainuscho, který zůstává v TV Nova nadále v dozorčí radě a v CME jako generální ředitel spolu s Michael Del Nin.[116]
- Daniel Grunt (2023–) nahradil předchozí dvojici v lednu 2023 z pozice Head of Digital.[83]

## Loga stanice

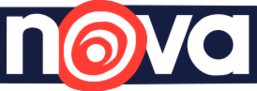
První logo stanice (1994–1996)
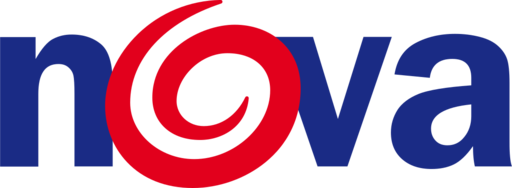
Druhé logo stanice (1996–2004)
Třetí logo stanice (2004–2017)
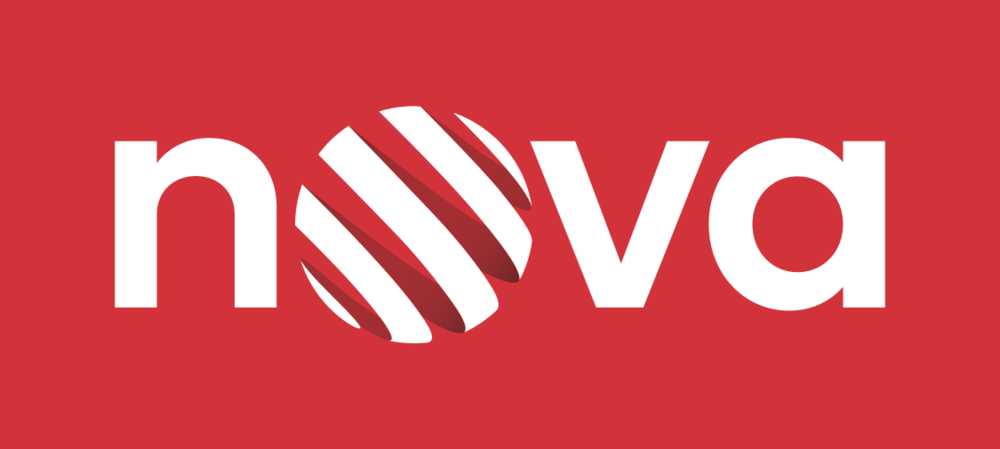
Čtvrté logo stanice (2017–2024)
Páté logo stanice (2024–současnost)